# Stone Sizani

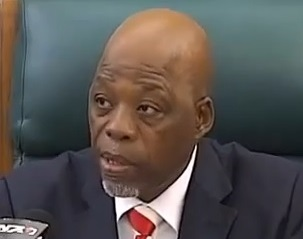
Stone Sizani bei einer Pressekonferenz, 2014

Phumelele „Stone“ Sizani (* 2. März 1954 in Alexandria, Port Elizabeth) ist ein südafrikanischer Politiker und Diplomat.
Vom 22. April 2009 bis zum 2. März 2016 war er Abgeordneter im südafrikanischen Parlament und fungierte als Whip des African National Congress. Am 11. Oktober 2016 wurde er bei Bundespräsident Joachim Gauck als Botschafter in Berlin akkreditiert.

## Werdegang
Von 1976 bis 1981 lebte er auf Robben Island als  politischer Gefangener des Apartheidstaates. Nach seiner Haftentlassung arbeitete er von 1981 bis 1986 als Laborassistent bei Allied Colloids (Ciba). Sizani war von 1989 bis 1993 Direktor für die Region Ostkap des Kagiso Trust. 1994 erlangte er einen Magister artium auf dem Gebiet der Entwicklungspolitik der University of East Anglia mit einem Chevening-Stipendium (Foreign, Commonwealth and Development Office). Für den International Discount Telecommunications Corporation mit Sitz in Newark (New Jersey) war er von 1994 bis 1998 als Generalvertreter für die Provinzen Ostkap, Westkap, Nordkap und Gauteng tätig. Danach war er von 1998 bis 1999 politischer Berater von Makhenkesi Arnold Stofile, dem Premierminister der Provinz Ostkap. In den Jahren 1998 bis 1999 war er Mitglied im geschäftsführenden Ausschuss des Bildungsministeriums der Provinz Ostkap. Er ist verheiratet und hat vier Kinder.
| Vorgänger                 | Amt                                                                         | Nachfolger |
| ------------------------- | --------------------------------------------------------------------------- | ---------- |
| Makhenkesi Arnold Stofile | Liste der südafrikanischen Botschafter in Deutschland Seit 11. Oktober 2016 | —          |